# Mexhit Prençi
Mexhit Prençi (ur. 25 marca 1937 w Bardhaj-Reçi) – albański krytyk, publicysta, dramaturg i eseista. W latach 1965–2002 opublikował łącznie ponad 1500 artykułów (w tym krytycznych) oraz esejów, 35 scenariuszy do teatru radiowego, 12 dramatów (w tym 5 dla dzieci).

## Życiorys
Ukończył szkołę średnią w Peshkopii. Nauczał języka albańskiego w szkołach podstawowych w Lurë oraz Zall-Dardhë, a w 1961 roku rozpoczął studia na Wyższej Szkole Aktorskiej im. Aleksandra Moisiu w Tiranie; ukończył je cztery lata później. W latach 1965–1967 pracował jako inspektor teatralny w Ministerstwie Kultury.
Na początku lat 70. i ponownie w latach 80. objął funkcję redaktora naczelnego czasopisma Teatër, a w 1990 roku rozpoczął pracę wykładowcy na Wyższym Instytucie Sztuk w Tiranie.

## Wybrana twórczość[1]

### Dramaty
- Ankthi
- Çështje e hapur
- Drama dhe spektakli i ndaluar[2]
- Eneida
- Jona
- Krismat dhe daullet
- Kritika 1[2]
- Kritika 2[2]
- Shoqja K dhe të tjerët
- Tre shokët (dziecięcy)

### Eseje
- Optikë alternative mbi dramen (2000) ISBN 99927-664-9-2[2]
- Shqipërisë i duhen burra shteti dhe jo gangsterrë politikë (2001) ISBN 99927-699-0-4

### Monografie
- Marie Logoreci[2]

### Scenariusze do teatru radiowego
- Treqind duvakët e kuq

## Wyróżnienia
Podczas jednego z krajowych konkursów literackich drugie miejsca otrzymały utwory Prençiego pod tytułem Çështje e hapur oraz Eneida.